# Shock Tactics
Shock Tactics is een album van de band Samson en kwam uit op vinyl in 1981. Dit was het laatste album met zanger 'Bruce Bruce' (Bruce Dickinson), die naar Iron Maiden vertrok. Het kwam op cd uit in 1989.
Shock Tactics is een van de bekendste albums en begint dan ook met het bekendste nummer van Samson, "Riding With The Angels", een redelijk snel nummer vergeleken met de rest van het album. Tijdens de opnames van dit album was Iron Maiden "Killers" aan het opnemen, toevallig tegelijkertijd in dezelfde studio toen Samson dit album opnam. Steve Harris toonde na een optreden van Samson, interesse in Bruce Dickinson als nieuwe zanger voor Iron Maiden, wat versterkt werd door het studiowerk dat Harris zag bij de gelijktijdige opnamen van Shock Tactics en Killers van Iron Maiden in dezelfde studio.

## Tracklist
1. Riding With The Angels
2. Earth Mother
3. Nice Girl
4. Blood Lust
5. Go To Hell
6. Bright Lights
7. Once Bitten
8. Grime Crime
9. Communion
10. Interview met Bruce Dickinson, 5 oktober 1989 (op later uitgebrachte cd's)

### Gedeeltelijke heruitgave
In 1986 kwam er een verzamelalbum uit, wat een mix was tussen de albums Head On en Shock Tactics, met de naam Head Tactics.

## Bandleden
- Paul Samson - gitaar en achtergrondzang
- Thunderstick - drums, show en achtergrondzang
- Chris Aylmer - basgitaar, akoestische gitaar en achtergrondzang
- Bruce Bruce - zang en achtergrondzang

## Bron
1. ↑  (en)  Interview with Bruce Dickinson + interview on the cd Shock Tactics (1989)